# Лукано-пизанска школа
Пизанската (също Лукано-пизанска) школа е една от художествените школи в Италия, които съществуват в Тоскана през XII, XIII и началото на XIV век.

## Характеристика

### Значение
Без Пизанската школа е невъзможно да се разбере произхода на Проторенесанса и по-специално откъде се появява изкуството на Чимабуе, Дучо ди Буонинсеня и Джото.

### Начало
Достигналите до наши дни произведения на живописта XII – XIII век са малко. През изминалите векове храмовете се преустройват, фреските се изпълняват наново, а дървото, което да се използва за кавалетна живопис, се поврежда.
От произведения на изкуството и документите, достигнали до днес, следва, че първото голямо художествено ателие в Тоскана се появява в град Лука в началото на XIII век и принадлежи на Берлингиеро ди Mиланезе. Това ателие удовлетворява нуждите не само на Лука, но и на околните градове. Въпреки факта че Лука често враждува с Пиза, това се отразява слабо на художествения процес и художниците от тези градове-републики охотно обменят идеи.
Живописта на Лука и Пиза от XII век е представена от малко артефакти. Това са няколко олтарни образа, изписани на дърво, кръстове и миниатюри в ръкописи. Стилово през първата половина на XII век в живописта надделяват умбро-римските черти, а във втората половина на века се вижда нарастване на византийското влияние.
Въпреки факта, че в съвременните творби Луканската и Пизанската школи обикновено са разделени, творческите техники, находките и идеите на ранните художници на тези два града са толкова тясно преплетени, че понякога е невъзможно да се определи към коя школа принадлежи даден артефакт.

### Предпоставки за възникване. Влияние на Византия
За живописта на XIII век е характерно от една страна засилване на византийското влияние, а от друга – нарастването на търсенията, идващи от това влияние. В това творческо противоречие се крие пътят на Лукано-пизанската школа през XIII век.
Пиза в края на XI – нач. на XII век достига най-голямото си могъщество. Тази република в действителност се превръща в световна морска сила, нейните кораби кръстосват почти цялото Средиземно море, а нейните търговци търгуват от Багдад до Испания. Много тесни търговски връзки възникват между Пиза и Византийската империя. Византийският император Алексий I Комнин предоставя на пизанците специални търговски привилегии. Почти 100 години по-късно – през 1192 г. същото прави и друг византийски император – Исак II Ангел. В Константинопол е известен пизанският търговски квартал, където пизанците живеят, търгуват и държат складове. Търговията с Византия е много активна. Византийски стоки, особено столичните луксозни продукти: изделия от слонова кост, бронзови предмети, украсени с бижута книги и църковна утвар, както и византийски икони, постоянно постъпват през пизанското пристанище, а от там се разпространяват в Тоскана и из цяла Италия.
С увереност може да се предположи, че заедно с пизанските търговци в Италия идват византийски художници, а пизански художници успяват да посетят Константинопол – всичко това се случва въпреки разделението между православие и католицизъм. Благодарение на тези стоки и на тези художници византийската живопис се е разпространява в Тоскана, превръщайки се в доминираща.
Разпространението на византийската живопис може да има редица обяснения. На първо място тогава хората вярват в това, че Византийска империя, като пазителка на антики, е запазила истинските изображения на Христа и на останалите евангелски символи, които притежават чудотворна сила, т.е. византийските икони са изписани едва ли не от натура. На второ място – у ромеите е значително по-развита иконографията. На трето място – византийски художници са значително по изкусни от тогавашните художници на Италия.
Средновековната Пиза претендира много, тя иска да стане почти нов Рим, нейните благородни граждани предпочитат за тяхното погребение луксозни древноримски саркофази, открити по време на земни работи. В централното гробище на Кампосанто, в трюмовете на 50 пизански кораба от Палестина, е донесена пръст от свещения хълм, на който е разпнат Христос – пизанците искат да бъдат погребани само в свещена земя. Благодарение на успешните войни и успешните дейности на търговците, по време на разцвета на Пиза, в хазната има достатъчно пари, за да започнат грандиозни строителни проекти.
През XI – XII век в Пиза е построен великолепен архитектурен ансамбъл, състоящ се от катедрала, баптистерий и известната наклонена кула. Катедралата в Пиза става модел за архитекти от други градове, а скулптурите на Николо Пизано в баптистерия в Пиза се превръщат във вдъхновение за много тоскански художници. На този блестящ фон изглежда странно, че пизанските майстори не са успели да направят такъв впечатляващ пробив в живописта. Това обаче не е така, има пробив. Пизанските майстори изобретяват най-малко две важни нововъведения в изкуството от първата половина на XIII век:
1. Преходът от образа на Тържествуващия Христос към образа на Страдащия Христос.
2. Създаването от художника Джунта Пизано на нов образ на Христос, по-материален, по-хуманен, преживяващ мъки, разбираем за обикновените хора.

### Църковно влияние
Към XIII век изкуството на Италия става формално и застинало, лишено от емоции. То значително отстъпва на византийското изкуство, преживяващо в това време възроден интерес към класическото антично минало. Въпреки това в началото на XIII век в Италия се случва едно важно за бъдещето на изкуството събитие – появява се църковният реформатор свети Франциск от Асизи със неговите призиви „да се молим с разума, а не с устните си“, т.е. да се възприема вярата с цялата душа, а не като механично повтаряне на църковните догми. Популярността на идеите му се отразява на вкусовете и предпочитанията на дарителите на изобразителното изкуство.
Най-търсените изобразителни формати през XII и първата половина на XIII век са олтарът и рисуваният кръст. Олтарната картина не е претърпява практически никакви структурни промени в продължение на два века – в центъра е изобразена голяма фигура на светец или евангелски герой, а отстрани са сцени, свързани с дейността на този герой. С боядисаните кръстове ситуацията е различна. До началото на XIII век Христос е изобразяван на тези кръстове като „Христос триумфатор“ (лат. Christus triumphans) – преодоляващ смъртта и с широко отворени очи. Въпреки това, от първото десетилетие на XIII век започва да се разпространява различна форма на неговия образ – „Христос, страдащ“ (Christus patiens), с паднала на една страна глава и увиснало безжизнено тяло; отстрани на Христос са изписани образите на Богородица и Йоан Кръстител, преживяващи мъчителния момент на смъртта му. Така, подбуждайки църковните енориаши към дълбоко съпричастие, художниците откликват на призивите на св. Франциск. И въпреки че е известно, че иконографията на „Страдащия Христос“ вече е съществувала във Византия и първият пизански рисуван кръст с такава иконография (т.нар. Кръст № 20 от музея Сан Матео в Пиза) очевидно е създаден от бщгащ от Константинопол от кръстоносците византийски художник, самата идея за тази иновация е търсена от пазара на изкуството, където едни от основните клиенти-купувачи са францисканците, които построяват и украсяват много църкви в това време.
Основен реформатор на живописта през първата половина на XIII век е Джунта Пизано. Върху изрисуваните му кръстове тялото на Христос провисва под собствената си тежест, а лицето е изкривено от гримасата на смъртното страдание. Традицията на Джунта е продължена и развита от няколко пизански анонимни майстори, както и от Енрико ди Тедиче и неговия брат Уголино ди Тедиче, чиято единствена подписана работа е в Ермитажа, Санкт Петербург. Типът рисуван кръст, изобретен от Джунта Пизано, остава популярен и през XIV век.
Най-високата точка на пизанската живопис от XIII век е дело на Майстора от Сан Мартино, който с основание трябва да се счита за един от преките предшественици на Чимабуе. През 1301 – 1302 г. Чимабуе живее и работи в Пиза. Сред всичките му творби единствената документирана творба е мозайка в катедралата в Пиза. През същия период той създава една от своите „Мадони“ за църквата Санта Мария дел Кармине, сега в Лувъра, Париж. В тази творба композицията и характеристиките на трона показват ясното влияние на Мадоната на Майстора от Сан Мартино.

### Залез
Могъществото на Пиза продължава цели 200 години. През XIV век в републиката започва упадък. Хазната се изпразва, строителството замира, потребността от художниците намалява. Последният голям пизански художник е Франческо Траини, но той работи вече по популярния за XIV век сиенски маниер.
Пизанската школа през XIV век престава да съществува, но почти през целия XIII век тя е водеща в Италия, а нейните постижения послужват в еволюцията за бъдещия разцвет на италианската живопис в другите художествени центрове.

## Забележка
Голяма роля за разпространението на византийската живопис в Италия се пада на брат Елия да Кортона, съратник на Св. Франциск от Асизи и глава на Францисканския орден след смъртта му. През 1217 г. Франциск от Асизи назначава Елия за свой наместник в Светите земи, Светата земя, която включва Гърция, Константинопол (дотогава превзет от кръстоносците), Армения, Сирия, Палестина и Египет. Елия Кортонски притежава толкова обширни познания по догмата на православието, че папата се обръща към него за съвет. Той е твърд привърженик на това, че древните византийски икони представляват истинските образи на Христос, Богородица и др., които имат чудотворна сила. Именно той през 1236 г. поръчва на Джунта Пизано първия изрисуван кръст за Долната църква в Асизи (сега изгубен) с образа на мъртвия Христос, в чиито нозе е изрисуван самият Елия Кортонски на колене – нечувана наглост по това време.

## Художници
- Византийски майстор на „Разпятието от Пиза“
- Берлингиеро ди Mиланезе или Берлингиеро Берлингиери (документиран 1228 – 1236)
- Бонавентура Берлингиери (1228 – 1274)
- Марко Берлингиери (1232 – 1259)
- Джунта Пизано или Джунта ди Капитино (1236 – 1266)
- Микеле ди Балдовино (ок. 1240 – 1270)
- Уголино ди Тедиче (1252 – 1279)
- Енрико Тедиче (1254 – 1260)
- Раниери ди Уголино (работи в Пиза в края на XIII – нач. на XIV век)
- Майстор от Сан Мартино
- Деодато Орланди (1284 – 1332)
- Франческо Траини (1321 – 1345)
- Чеко ди Пиетро (1371 – 1395)
- Джовани ди Никола (1326 – 1360)
- Анджело Пучинели (1379 – 1407)